# برایان اپستاین
برایان ساموئل اِپستاین (به انگلیسی: Brian Samuel Epstein) (۱۹ سپتامبر ۱۹۳۴ — ۲۷ اوت ۱۹۶۷) کارآفرین موسیقی انگلیسی بود. وی تا زمان مرگش در سال ۱۹۶۷ مدیریت گروه بیتلز را برعهده داشت. موفقیت زودهنگام بیتلز به مدیریت شایسته او نسبت داده می‌شود. پل مک‌کارتنی دربارهٔ او گفت: «اگر بیتل پنجمی وجود داشت، او برایان بود.»
برایان اپستاین بر اثر مصرف بیش از حد مواد مخدر در خانه‌اش در لندن درگذشت.

## زندگی

### سال‌های آغازین
برایان اپستاین در خانواده‌ای یهودی به دنیا آمد. وی به مدارس شبانه‌روزی رفت، به ارتش پیوست و تعلیم بازیگری دید. پس از آن با هدف پیوستن به کسب و کار خانوادگی به لیورپول بازگشت. او شرکت خود را نیز به نام ان‌ای‌ام‌اس تأسیس کرد.

### همکاری با بیتلز
اپستاین در سال ۱۹۶۲ مبلغی را به استودیوی دکا در لندن پرداخت تا گروه بیتلز، کاستی را در آنجا ضبط کند. دکا از امضای قراردادی با اعضای گروه امتناع ورزید. آن‌ها تقریباً به سراغ همهٔ شرکت‌های بزرگ ضبط در لندن رفتند که درخواستشان رد شد. اپستاین پس از آن تهیه‌کننده موسیقی، جورج مارتین را ملاقات کرد که او پیشنهاد امضای قراردادی با برچسب کوچک پارلفون از شرکت ای‌ام‌آی را مطرح کرد.

### زندگی شخصی
برایان اپستاین همجنس‌گرا بود. او این موضوع را در تمام طول زندگیش مخفی نگاه داشت. چرا که در آن زمان همجنس‌گرایی در انگلستان و ولز غیرقانونی بود.